# عرب‌های قزاقستان
عرب‌های قزاقستان به آن دسته از مردم قزاقستان گفته می‌شود که اجدادشان در حدود قرن ۷ میلادی، حمله‌کنندگان مسلمان به منطقه آسیای میانه فرض شده‌اند. در آن زمان بومیان آسیای میانه دارای ملیت‌های مختلف نبوده و جمعیت یکسانی را تشکیل می‌دادند. عرب‌های قزاقستان به قوجا معروفند و خود را از طایفه قریش می‌دانند.